# Bjæsk
Bjæsk  (eller Bjesk) er en brændevin, som er krydret med urter eller bær.